# Michail Tschuwalow
Michail Alexejewitsch Tschuwalow (russisch Михаил Алексеевич Чувалов; * 8. Mai 1998 in Krasnoobsk) ist ein russisch-kirgisischer Eishockeyspieler, der seit 2018 bei Ala-Too Dordoi in der kirgisischen Eishockeyliga spielt.

## Karriere
Michail Tschuwalow begann seine Karriere in Nowosibirsk, in dessen Nähe er auch geboren wurde. Er spielte dort im Nachwuchsteam des HK Sibir Nowosibirsk in der russischen U18-Liga und für die Sibirskije Snaipery in der multinationalen Juniorenliga Molodjoschnaja Chokkeinaja Liga B. Nachdem er die Spielzeit 2016/17 bei Sewerskije Wolki in der russischen Nazionalnaja Molodjoschnaja Chokkeinaja Liga verbracht hatte, wechselte er nach Nowokusnezk und stand bei den Kusnezkije Medwedi in der Molodjoschnaja Chokkeinaja Liga auf dem Eis. 2018 wechselte er nach Kirgisistan und spielt seither für Ala-Too Dordoi aus der Stadt Naryn in der kirgisischen Liga. 2020 wurde er mit Dordoi Kirgisischer Meister.

### International
Für die kirgisische Nationalmannschaft nahm Tschuwalow an der Qualifikation zur Weltmeisterschaft der Division III 2019, der Weltmeisterschaft der Division IV 2022, als er beim Heimturnier in Bischkek jeweils zweitbester Vorbereiter und Scorer nach seinem Landsmann Wladimir Nossow war, und an den Weltmeisterschaften der Division III 2023 und 2024 teil. Zudem vertrat er seine Farben bei der Olympiaqualifikation für die Winterspiele in Peking 2022.

## Erfolge und Auszeichnungen
- 2020 Kirgisischer Meister mit Ala-Too Dordoi
- 2022 Aufstieg in die Division III, Gruppe B, bei der Weltmeisterschaft der Division IV
- 2023 Aufstieg in die Division III, Gruppe A, bei der Weltmeisterschaft der Division III, Gruppe B